# BOYS & GIRLS (LM.Cの曲)
「BOYS & GIRLS」（ボーイズ アンド ガールズ）は、LM.Cの4枚目のシングルである。2007年5月23日に発売された。

## 概要
前作から4ヶ月でのシングルである。初回盤、通常盤の2種類に分けられている。

## 収録曲
全曲 作詞/作曲/編曲：LM.C
1. BOYS & GIRLS
  - 『家庭教師ヒットマンREBORN!』の2ndオープニングテーマ
2. marble-s